# 32 Ophiuchi
Désignations
32 Ophiuchi (en abrégé 32 Oph), en français 32 d'Ophiuchus, est une étoile géante, qui malgré sa désignation, est située dans la constellation boréale d'Hercule. Elle est visible à l'œil nu avec une magnitude apparente de 4,98. D'après la mesure de sa parallaxe annuelle par le satellite Gaia, l'étoile est distante d'environ ∼ 407 a.l. (∼ 125 pc) de la Terre. Elle s'éloigne du Système solaire à une vitesse radiale de +43 km/s.
32 Ophiuchi est une étoile géante rouge vieillissante de la branche asymptotique des géantes et de type spectral M3−III. C'est une variable suspectée avec une possible variation d'une amplitude de 0,09 magnitude. Le rayon de l'étoile est environ 60 fois plus grand que le rayon solaire, elle est autour de 614 fois plus lumineuse que le Soleil et sa température de surface est de 3 712 K.